# Gigi Riva
Luigi Riva, detto Gigi (Leggiuno, 7 novembre 1944 – Cagliari, 22 gennaio 2024), è stato un calciatore e dirigente sportivo italiano, di ruolo attaccante.
Considerato uno dei migliori calciatori italiani di tutti i tempi, nonché tra i più forti attaccanti nella storia del calcio, dopo gli inizi nelle file del Legnano ha legato il resto della carriera agonistica al Cagliari – squadra di cui è divenuto un'autentica «icona» dentro e fuori dal campo –, vestendone la maglia dal 1963 al 1977 e di cui detiene tutt'oggi il record di marcature con 208 reti. La stagione 1969-70 l'ha visto contribuire in maniera determinante alla vittoria del primo e unico scudetto cagliaritano, oltre ad essersi laureato nell'occasione anche capocannoniere del torneo con 21 gol. Rimasto legato alla squadra sarda anche dopo il ritiro, ne ha poi assunto brevemente la massima carica nella stagione 1986-87; dal 2019 sino alla morte ne ha infine ricoperto quella di presidente onorario.
Nel 1999 la rivista specializzata World Soccer lo ha collocato al 72º posto nella classifica dei migliori calciatori del XX secolo, mentre nel 2011 è stato inserito nella Hall of Fame del calcio italiano tra i Veterani.
Con la nazionale italiana, di cui è il miglior marcatore con 35 gol segnati in 42 presenze, vinse il campionato europeo nel 1968 e si classificò secondo al campionato mondiale del 1970. Dal 1990 al 2013 è stato team manager della stessa.

## Biografia

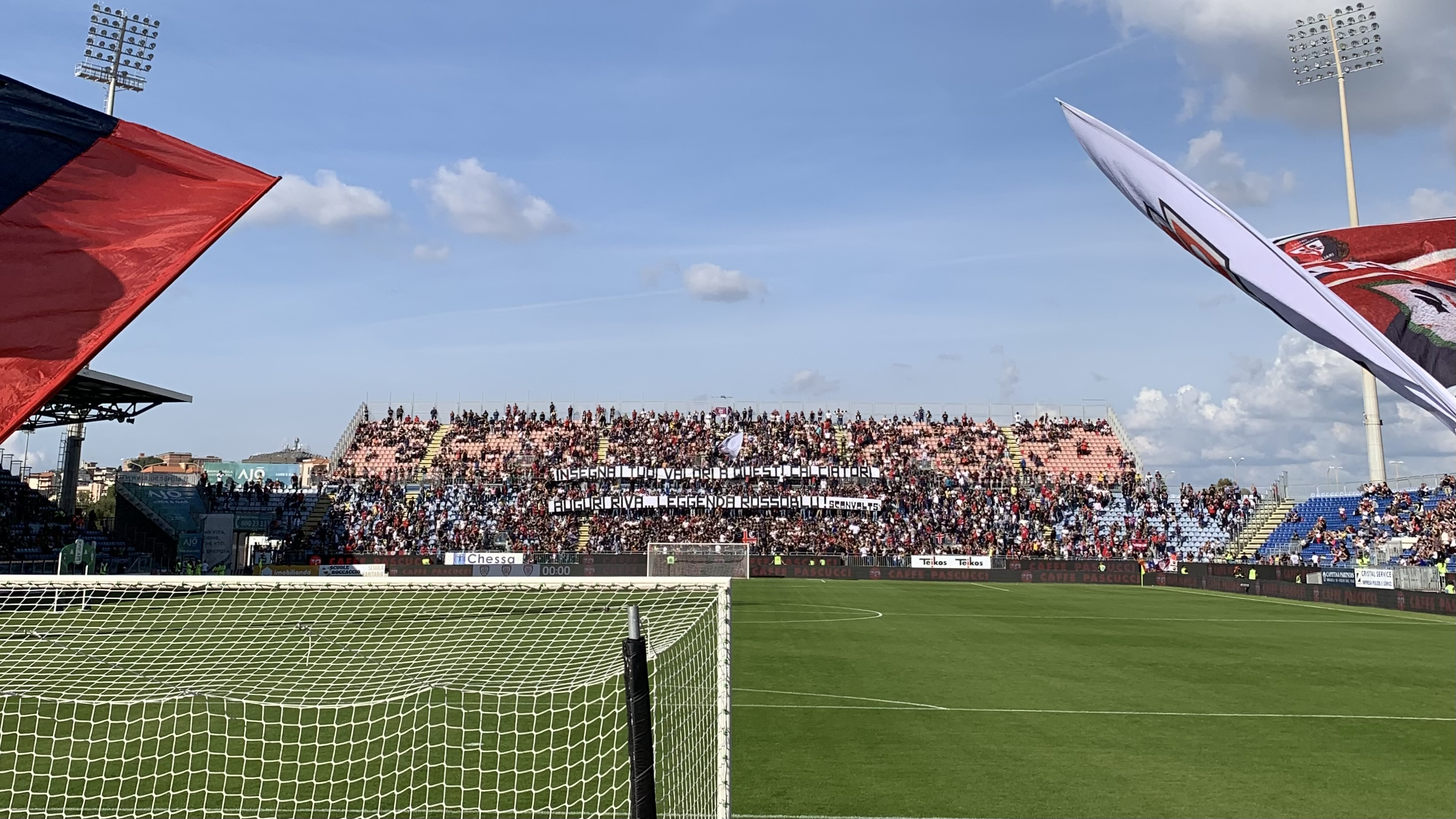
Striscione della tifoseria cagliaritana dedicato a Riva nel 2022

Nasce a Leggiuno, sulle rive del lago Maggiore, da una famiglia con modeste disponibilità economiche: la madre Edis era una casalinga, mentre il padre Ugo lavorò prima come parrucchiere e poi come sarto. Quando Gigi aveva nove anni, suo padre morì a causa di un incidente sul lavoro in una fabbrica della zona: il 10 febbraio 1953 un pezzo di metallo, staccatosi da un macchinario, lo colpì allo stomaco passandolo da parte a parte. La madre trovò lavoro in filanda e arrotondava facendo le pulizie nelle case, mentre Luigi fu mandato in tre collegi religiosi lontano da casa, dichiarando in seguito: «Erano molto severi, ci obbligavano a pregare e solo allora ci davano il pane per mangiare... ci umiliavano perché eravamo poveri e allora scappai più di una volta». Quando anche la madre morì per un cancro, venne cresciuto dalla sorella maggiore Fausta (1938–2020).
Riva aveva due figli, Mauro e Nicola, nati e cresciuti a Cagliari, avuti dalla compagna Giovanna Tofanari, conosciuta nel '68. Si professava cattolico e devoto di padre Pio.
Il 9 febbraio 2005, presso l'aula consiliare del Comune di Cagliari, il sindaco Emilio Floris gli ha concesso la cittadinanza onoraria. La sera stessa, prima della partita dell'Italia contro la Russia giocata allo stadio Sant'Elia, il Cagliari ha ritirato per sempre la maglia numero undici, che fu consegnata a Riva da Rocco Sabato, l'ultimo giocatore rossoblù ad averla indossata, con una cerimonia alla quale parteciparono molti giocatori che con lui avevano conquistato lo scudetto della stagione 1969-70.
Colpito da un malore causato da una sindrome coronarica acuta, e per questo ricoverato il 21 gennaio 2024 all'ospedale San Michele di Cagliari, le sue condizioni, inizialmente stabili, sono poi peggiorate fino al decesso, sopraggiunto per arresto cardiaco il giorno seguente, all'età di 79 anni. La camera ardente è stata allestita all'Unipol Domus di Cagliari, mentre i funerali, trasmessi in diretta televisiva, sono stati celebrati il 24 gennaio nella basilica di Bonaria; è stato poi sepolto presso il cimitero monumentale di Bonaria del capoluogo sardo.

## Caratteristiche tecniche

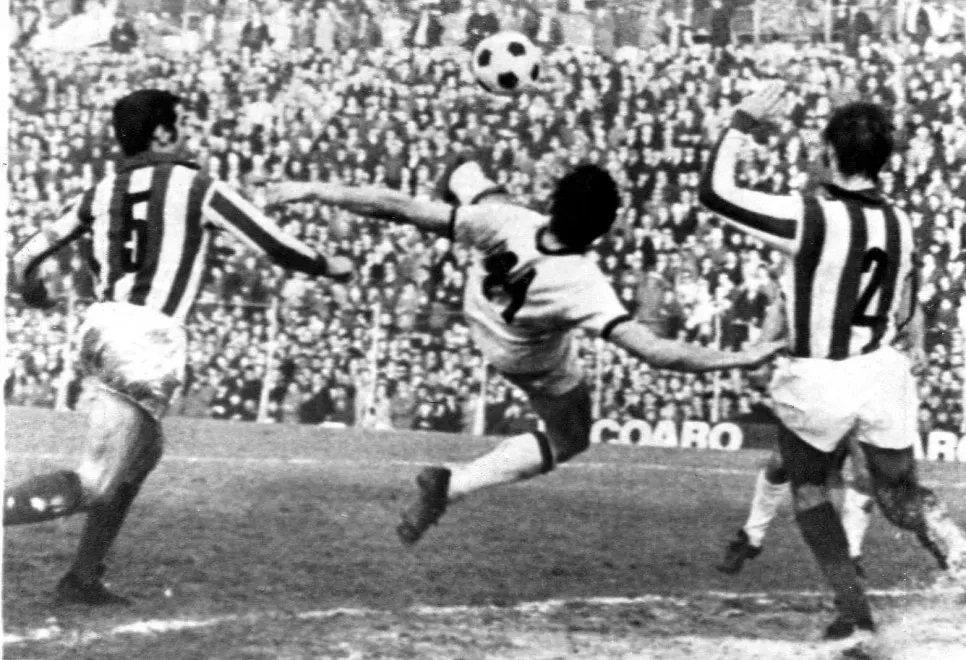
Il gol in rovesciata di Riva in -Cagliari del 18 gennaio 1970: «È intuito, per centrarne una bisogna tentare venti volte».

Soprannominato Rombo di Tuono dal giornalista Gianni Brera per la notevole potenza del tiro e la prolificità sotto rete, Riva è stato uno dei più grandi attaccanti della propria generazione: secondo un parere dello stesso Brera, fu il miglior attaccante al mondo nei primi anni 70, insieme al connazionale Roberto Boninsegna.
Mancino naturale, poco incline a usare il destro, era solito partire dalla posizione di ala sinistra per poi convergere e concludere a rete. Dal repertorio variegato, era forte fisicamente e rapido nello scatto, nonché abile in acrobazia e nel gioco aereo. Dotato di grande intensità agonistica, mostrava inoltre una buona propensione a saltare il diretto avversario in velocità, risultando invece meno avvezzo all'esecuzione di dribbling negli spazi stretti.

## Carriera

### Giocatore

#### Club

##### Laveno Mombello e Legnano

Riva (accosciato, terzo da sinistra) in una formazione giovanile del Laveno Mombello nel 1955

Malgrado avesse iniziato a lavorare fin da giovane presso la Slimpa, azienda produttrice di ascensori di proprietà del dirigente del Legnano Ernesto Fasani, Riva non rinunciò alla volontà di coltivare la sua passione per il calcio: fu proprio giocando nei prati di Leggiuno, dove era solito disputare i tornei giovanili locali, che alcuni dirigenti del Laveno Mombello, squadra dell'omonimo comune, lo portarono nel calcio ufficiale, dal 1960 al 1962, dove segnò 66 gol in due anni e si guadagnò da parte dei tifosi locali il soprannome di Ul furzelina ("Il forchetta").

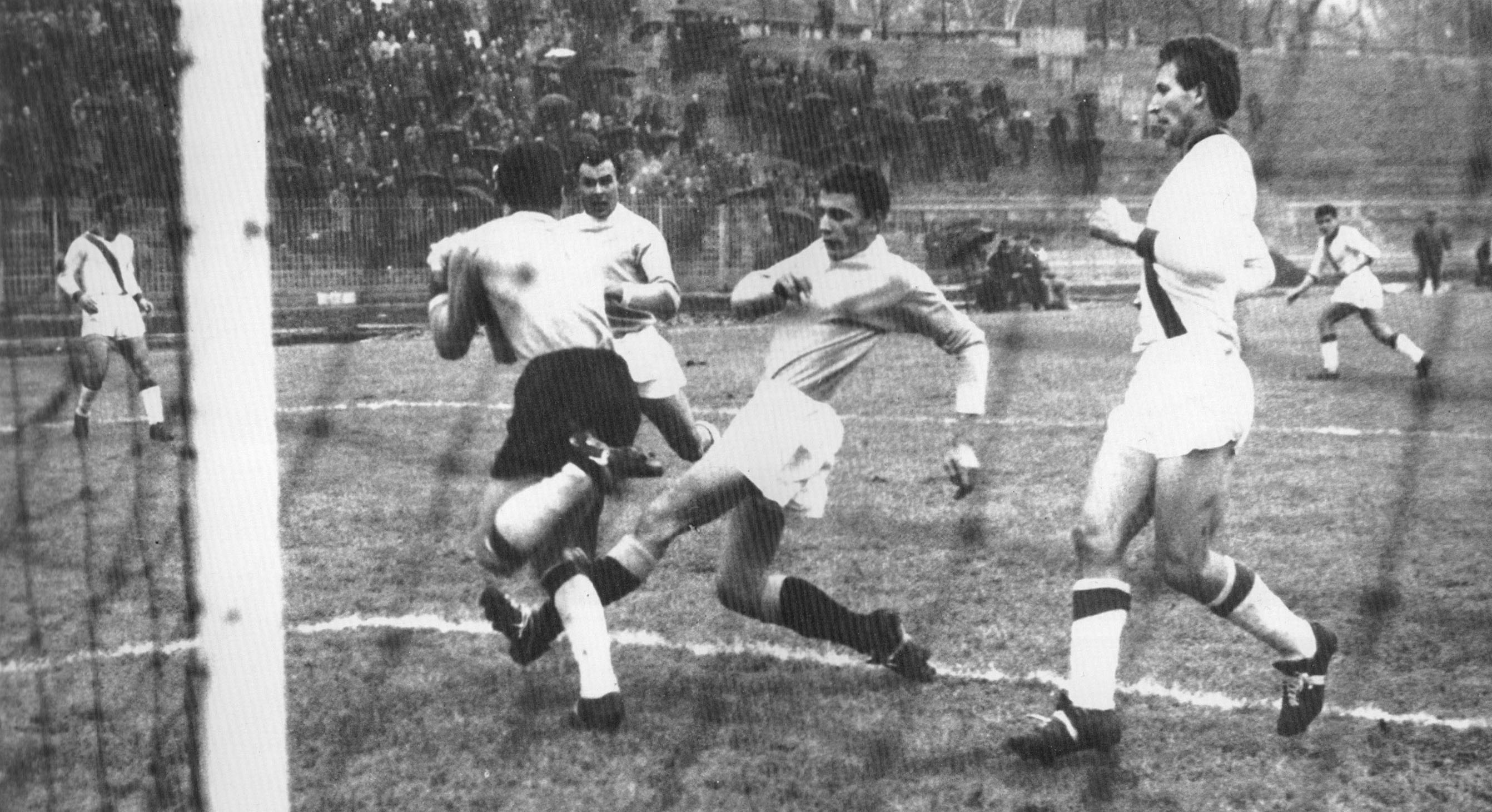
Un promettente Riva (al centro) in azione con la maglia del Legnano nella stagione 1962-63

In virtù di tali prestazioni si trasferì al Legnano, dapprima nelle giovanili e poi promosso nella rosa della prima squadra, in Serie C. L'esordio, vittorioso, avvenne il 21 ottobre 1962 in casa contro l'Ivrea, terminato 3-0, in cui siglò la terza rete all'85'. Il 30 dicembre segnò la sua prima doppietta sul campo della Sanremese, seppur inutile ai fini del risultato finale di 3-2 per i padroni di casa. Nel girone di ritorno marcò altre due reti, rispettivamente contro Fanfulla e Pordenone. Il campionato terminò al settimo posto e con i Lilla andò a segno 6 volte in 23 partite.

##### Cagliari

###### Dall'ascesa al titolo
In quegli anni il Cagliari, all'epoca militante in Serie B, per limitare il numero di viaggi e conseguenti spese si ritrovava spesso a giocare, alternativamente, due partite in casa e due in trasferta. Quando si trovava lontano dalla Sardegna, la squadra faceva base proprio a Legnano: qui l'allenatore Arturo Silvestri e il vicepresidente Andrea Arrica ebbero la possibilità di notare Riva e di strapparlo alla concorrenza per 37 milioni di lire. L'accordo coi Lilla venne raggiunto nell'intervallo della partita della nazionale juniores italiana contro i pari età della Spagna, disputata nel marzo 1963 allo stadio Flaminio di Roma. Anche il Bologna si era dimostrato interessato al giocatore e, nella persona del presidente Renato Dall'Ara, aveva provato a rilanciare per 50 milioni, tuttavia rifiutati. Riva, seppur controvoglia (aspirava, infatti, a giocare nell'Inter del suo idolo Lennart Skoglund), si trasferì quindi a Cagliari per il campionato cadetto del 1963-64.

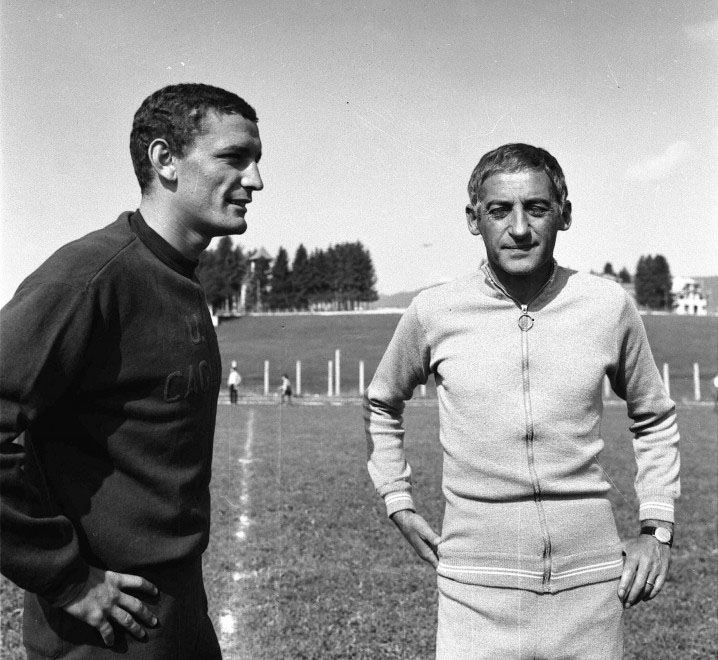
Riva (a sinistra) nel corso degli anni 60, durante un allenamento al Cagliari, insieme al tecnico Manlio Scopigno

La prima rete del neoacquisto rossoblù arrivò già alla prima giornata, il 15 settembre 1963, marcando il raddoppio dei suoi nel successo esterno 1-2 sul Prato; ne seguirono altre 7 che contribuirono alla prima promozione dei sardi in Serie A. Il 13 settembre 1964, nella partita persa 2-1 contro la Roma, Riva esordì nel massimo torneo. Il 27 settembre, nella partita casalinga contro la Sampdoria, segnò il suo primo gol, consentendo alla squadra di pareggiare. Con altre 8 reti, tra cui quella che valse la vittoria contro la Juventus il 31 gennaio 1965, aiutò il Cagliari a salvarsi. Diventato ormai un punto fermo della squadra, si laureò capocannoniere del campionato 1966-67 in cui – nonostante un grave infortunio patito in nazionale – mise a segno 18 gol.

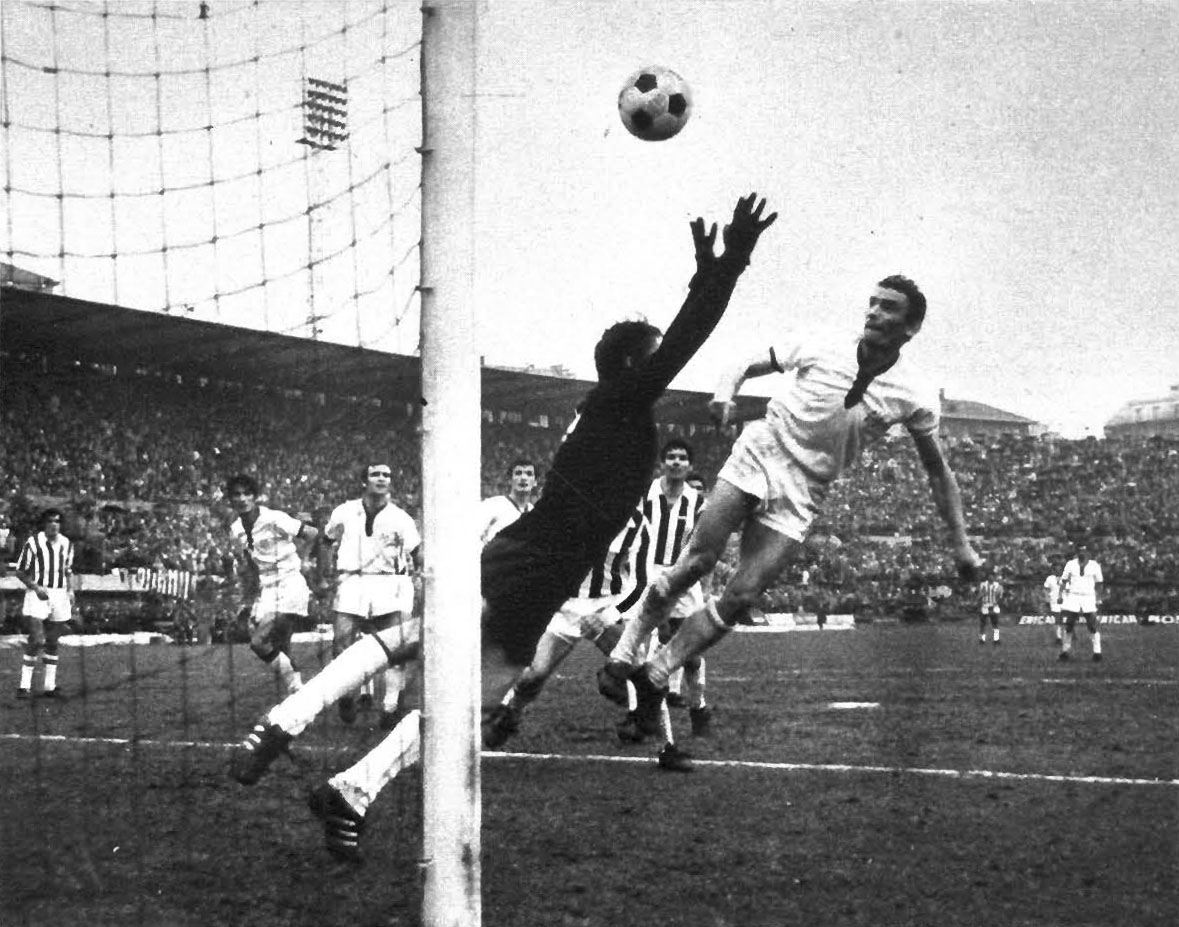
Riva supera di testa Anzolin e segna il primo dei suoi due gol in Juventus-Cagliari (2-2) del 15 marzo 1970, crocevia fondamentale per lo scudetto dei sardi

Trionfò nella classifica dei marcatori anche nelle stagioni 1968-69 e 1969-70. In quest’ultima stagione fu assoluto protagonista della cavalcata che portò il Cagliari allo scudetto (l'unico della storia sarda) nel campionato precedente al Mundial messicano: il 12 aprile 1970, nella partita contro il Bari che assegnò il tricolore, realizzò il primo dei due gol. La vittoria del titolo rappresentò il punto più alto della carriera di Riva, nel frattempo divenuto un simbolo del Cagliari e della Sardegna tutta non solamente dal punto di vista sportivo, ma anche sociale e mediatico.

###### Gli anni post-scudetto
Nel campionato post-scudetto, pochi giorni dopo la doppietta nella vittoria del Cagliari 3-1 in casa dell'Inter – che avrebbe vinto quell'anno lo scudetto –, il 31 ottobre 1970 subì un grave infortunio nella trasferta di Vienna con la nazionale. A causarlo fu un intervento falloso del difensore Norbert Hof, il quale era probabilmente memore di un precedente incontro tra i due in Coppa Mitropa dove l'italiano, oltremodo irritato dall'asfissiante marcatura dell'austriaco, aveva reagito rifilandogli un pugno; ma l'arbitro di quella gara, per errore, aveva espulso l'altro cagliaritano Boninsegna e non il compagno di reparto. Fatto sta che Riva, stavolta, ne uscì con la frattura del perone della gamba destra. A causa di questo nuovo incidente, il secondo della carriera per l'attaccante, il Cagliari accusò un duro colpo: perse la testa della classifica (finì settimo) e venne eliminato agli ottavi di finale della Coppa dei Campioni. Riprese a giocare verso la fine del campionato 1970-1971, siglando 4 reti nelle ultime 4 partite, ma fu nel torneo successivo che Riva dimostrò la sua ritrovata piena efficienza fisica, segnando 21 gol in 30 gare disputate, che fecero arrivare i sardi al quarto posto in Serie A.

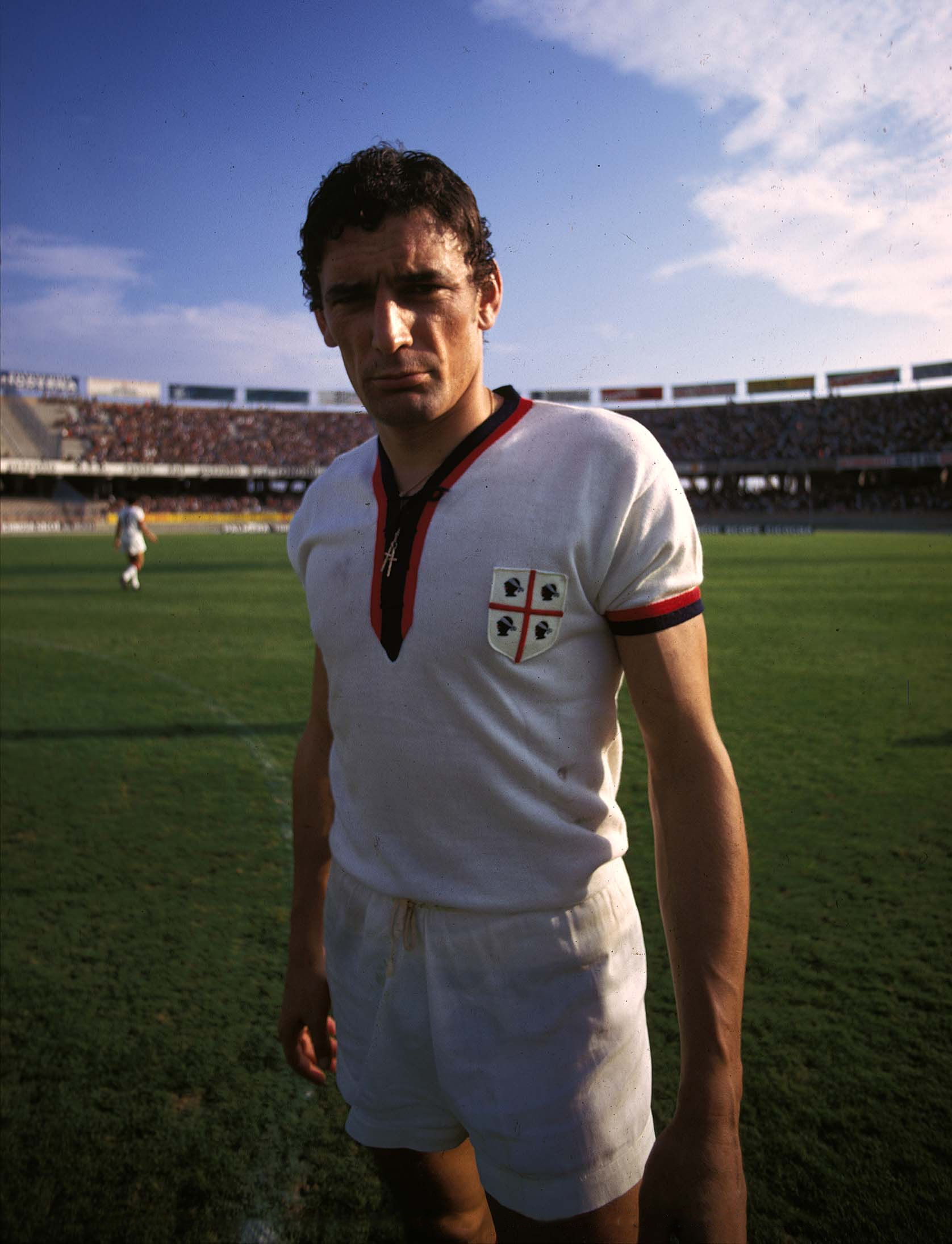
Riva allo stadio Sant'Elia nel 1971, durante gli anni d'oro del Cagliari

Furono ad alti livelli le successive stagioni 1972-73 (12 reti) e 1973-74 (15 reti), ma per il Cagliari, ormai lontano dalla lotta-scudetto, stava cominciando la parabola discendente. Nel 1969 Riva arrivò secondo nella classifica del Pallone d'oro di France Football, alle spalle di Gianni Rivera, per 4 punti, e nel 1970 fu terzo dietro Gerd Müller e Bobby Moore, che lo precedettero rispettivamente di 12 e 4 punti. In altre due edizioni ricevette voti ed entrò nella classifica finale: nel 1967 finì tredicesimo con 6 voti e nel 1968 sesto, a 39 voti dal vincente George Best.
Giocò con il Cagliari fino al termine del campionato 1975-76. Gli ultimi anni della sua carriera furono caratterizzati da medie realizzative sempre molto elevate e da nuovi infortuni che compromisero quasi interamente il campionato 1974-75, nel quale disputò solo 8 incontri e segnò appena 2 reti.

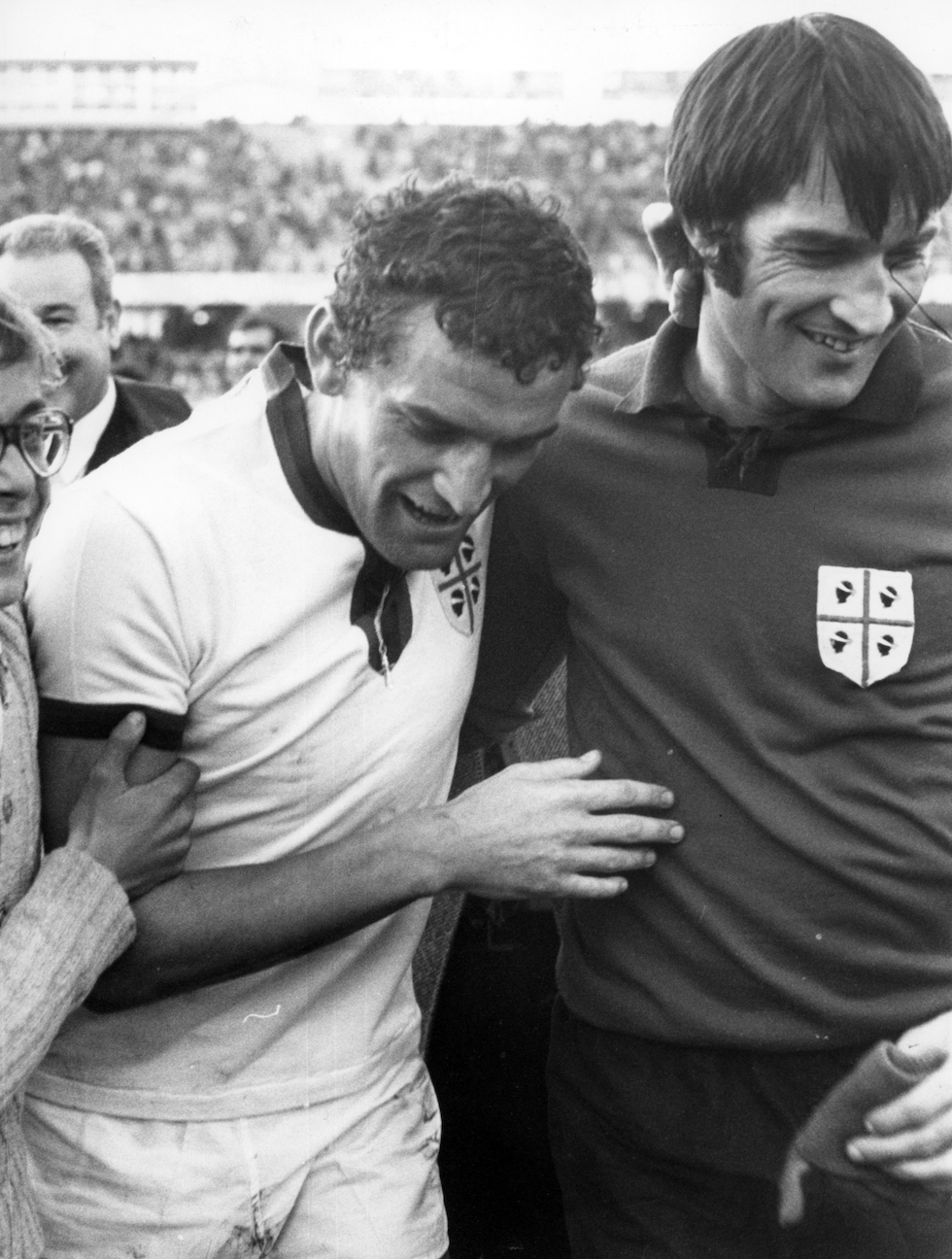
Riva (a sinistra) e il compagno di squadra Enrico Albertosi nel 1972

Pur richiesto a più riprese dai principali "squadroni" del Nord (fra tutti la Juventus, che per assicurarsi i servigi del giocatore arrivò a offrire alla società sarda 1 miliardo di lire), Riva dichiarò ripetutamente di non volere abbandonare la Sardegna e, con l'aiuto della società, riuscì a portare a termine la carriera con la maglia rossoblù.
Il 1º febbraio 1976, in un contrasto col difensore del Milan Aldo Bet, subì un grave strappo muscolare all'adduttore della coscia destra, che si aggiunse ai postumi degli infortuni subiti in carriera. Nonostante vari tentativi di recupero e la sua inclusione nella rosa del Cagliari anche per la stagione 1976-77 (con la squadra appena retrocessa in serie B), Riva non riuscì più a scendere in campo, abbandonando il calcio giocato a 32 anni. Nel gennaio precedente aveva segnato, nella gara interna contro il Como, l'ultima rete della sua carriera; in totale realizzò 156 gol in 289 presenze in Serie A.

#### Nazionale

##### 1965-1969
Pur non avendo ancora espresso appieno il proprio potenziale in Serie A con la maglia del Cagliari, Riva ottenne presto la sua prima convocazione in nazionale maggiore da parte del commissario tecnico Edmondo Fabbri. Il suo esordio in maglia azzurra avvenne il 27 giugno 1965, a 20 anni, in occasione dell'amichevole Italia-Ungheria (2-1), disputata a Budapest, sostituendo Ezio Pascutti all'8' di gioco, diventando il primo giocatore del Cagliari a debuttare in nazionale A. Nell'estate del 1966, Fabbri lo aggregò alla spedizione azzurra per il campionato del mondo 1966 come «apprendista», senza inserirlo tra i 22 convocati.

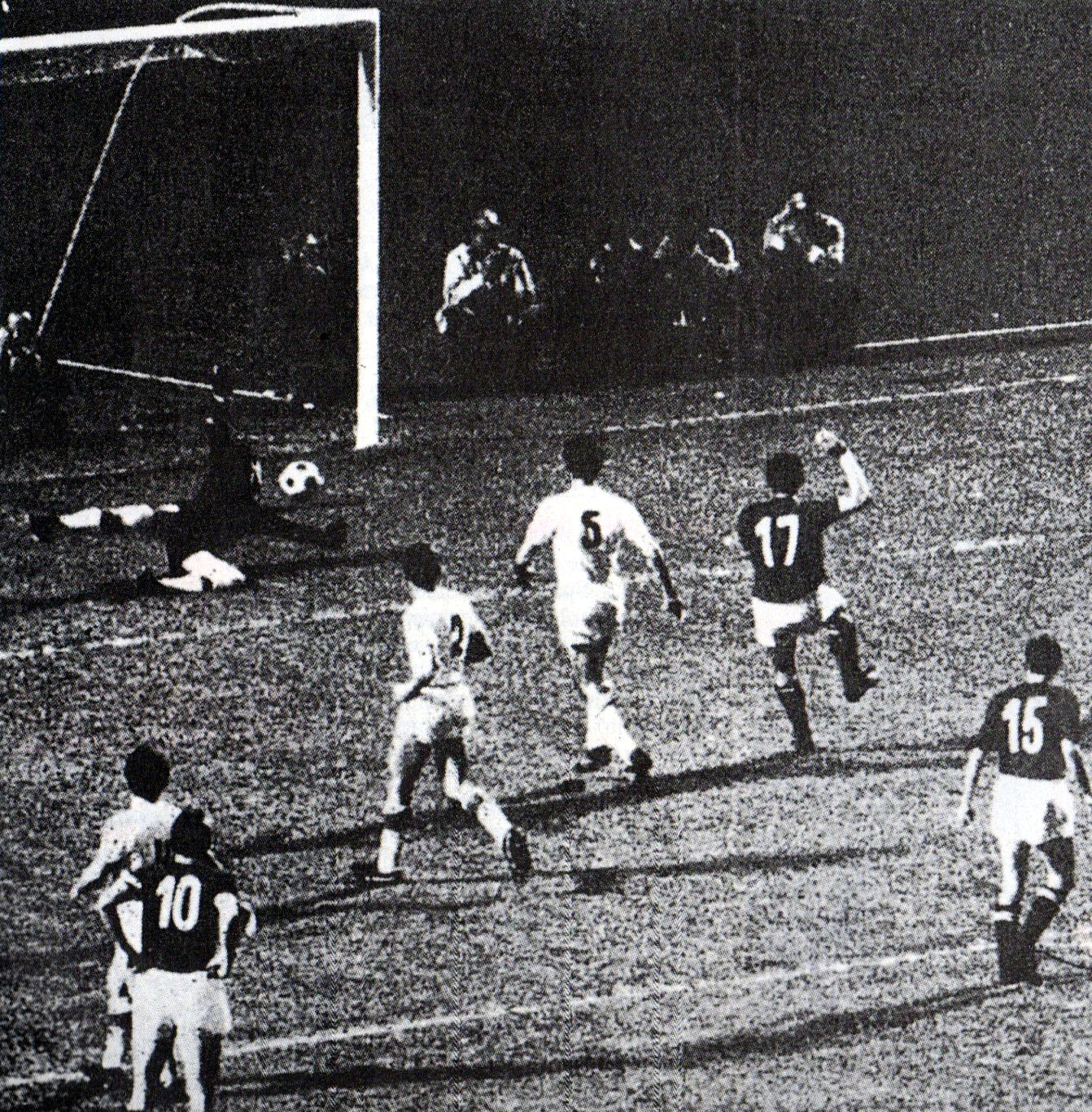
Riva (n. 17) apre le marcature contro la Jugoslavia nella vittoriosa ripetizione della finale del (2-0)

Durante la gara contro il Portogallo, svoltasi a Roma il 27 marzo 1967 e terminata 1-1, dovette lasciare il campo al 59' a causa di un grave infortunio che gli procurò la frattura del perone della gamba sinistra, in seguito a una dura entrata del portiere avversario Américo Lopes. Il 1º novembre dello stesso anno, nel corso dell'incontro Italia-Cipro (5-0) a Cosenza, valido per le qualificazioni alla Coppa d'Europa 1968, realizzò la sua prima rete in nazionale e quindi la sua prima tripletta.
L'Italia, inclusa all'interno del gruppo 6 insieme a Cipro, Romania e Svizzera, vinse agevolmente il proprio girone eliminatorio con 11 punti, trascinata da Riva che realizzò 10 reti in 6 partite consecutive (3 contro Cipro, 2 in due partite contro gli elvetici, uno alla Jugoslavia, uno al Galles e altri due al Messico). Nel corso del quadriennio 1967-70, suo periodo d'oro con gli Azzurri, tra gare ufficiali e amichevoli fu autore di 21 gol in 22 partite, affermandosi come uno degli attaccanti più prolifici della sua generazione. Con la nazionale italiana si laureò campione d'Europa nel 1968, giocando la ripetizione della finale contro la Jugoslavia (la prima partita era finita 1-1 dopo i tempi supplementari) e segnando il gol del momentaneo 1-0 dopo 12' di gioco.

##### 1970-1974

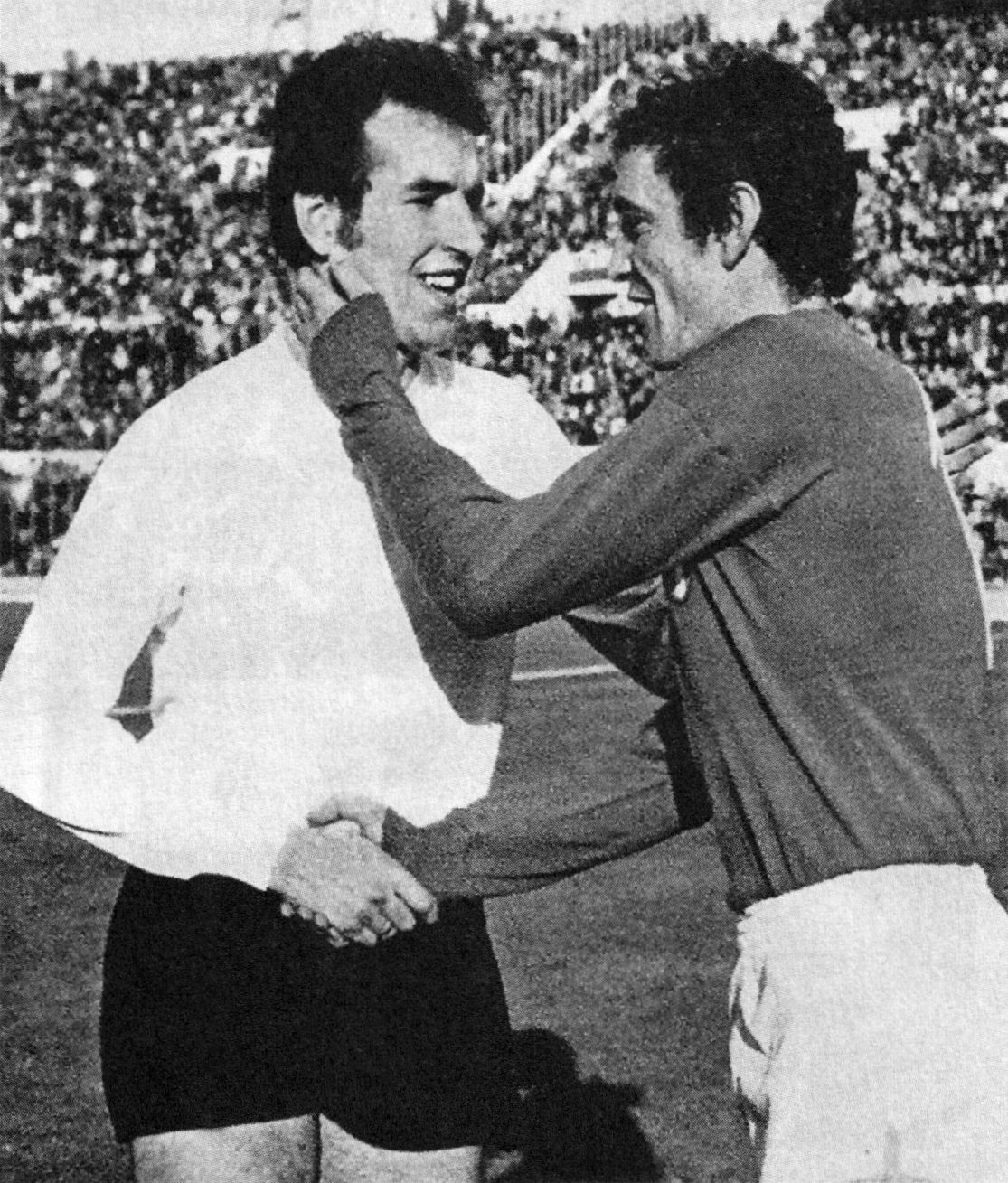
Riva (a destra) in nazionale nel 1971, mentre si riconcilia con Norbert Hof dopo il grave infortunio causatogli dall'austriaco l'anno precedente

Si presentò al campionato del mondo 1970 in Messico con lo score di 19 gol in 16 partite in nazionale. Nelle tre gare del primo turno non fu accreditato di alcun gol, sebbene durante la partita Italia-Israele fosse riuscito a segnare due reti annullate su segnalazione di un guardalinee. Si rifece segnando due gol nei quarti di finale e uno nella storica semifinale vinta ai supplementari contro la Germania. Nella finale persa per 4-1 contro il Brasile allo stadio Azteca non andò a segno.
Il 31 marzo 1973 segnò una quaterna al Lussemburgo, apprestandosi a diventare il miglior marcatore nella storia della nazionale: il successivo 9 giugno eguagliò le 33 reti di Giuseppe Meazza, per poi superarle il 29 settembre a Milano durante Italia-Svezia (2-0). Il 20 ottobre 1973 portò il record a 35 reti, realizzando il suo ultimo gol in nazionale nella gara delle qualificazioni mondiali vinta per 2-0 contro la Svizzera.
Infine, venne convocato per il campionato del mondo 1974 in Germania Ovest, dove giocò da titolare le prime due gare della fase a gironi, tra cui la sua ultima partita in azzurro, Italia-Argentina (1-1) disputata il 19 giugno 1974 a Stoccarda.

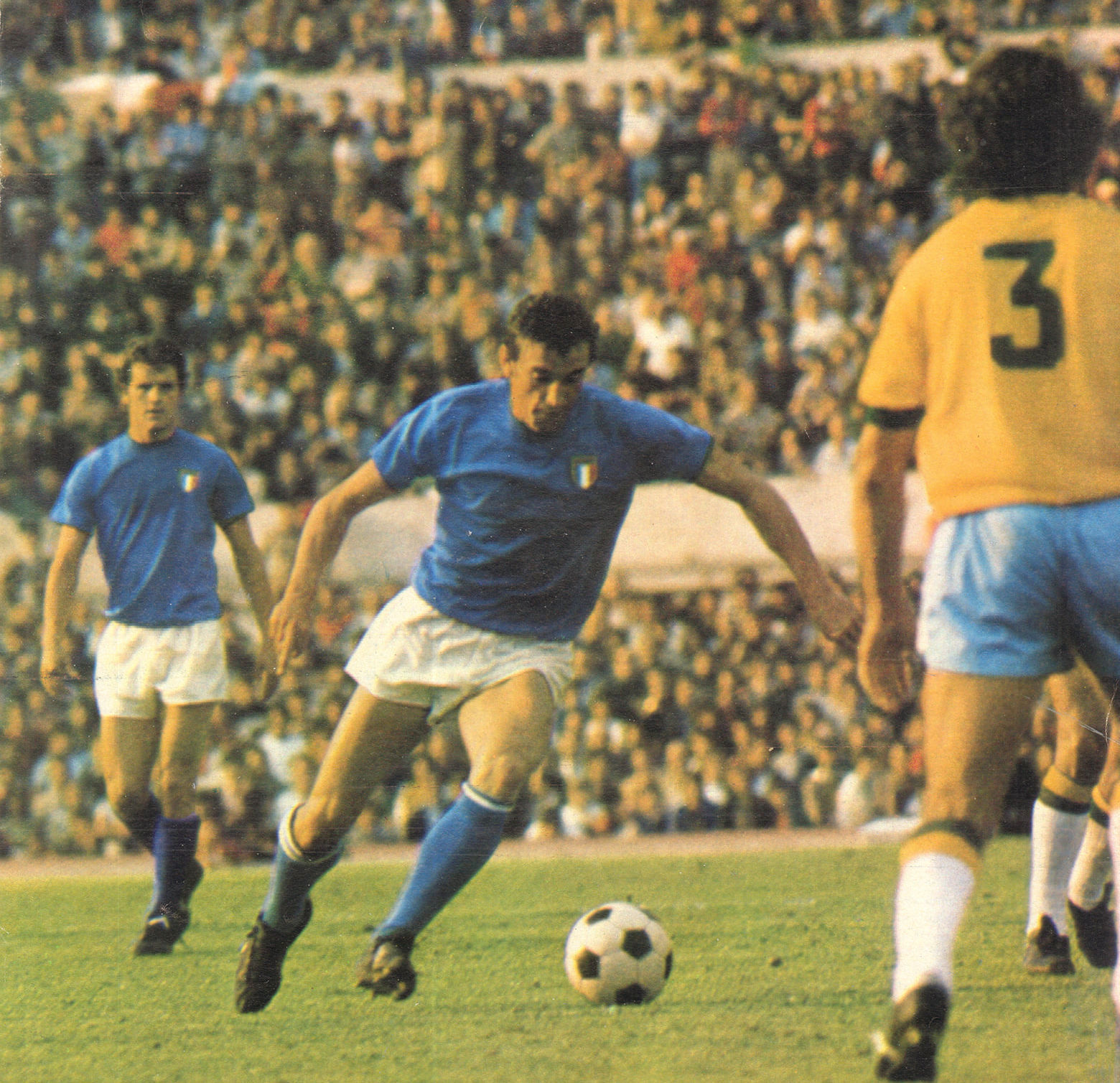
Riva in maglia azzurra durante la vittoriosa amichevole del 9 giugno 1973 a Roma contro il Brasile (2-0), in cui sbloccò il punteggio

Con 35 reti segnate in 42 gare disputate con la maglia azzurra, Riva vanta una media realizzativa di 0,83 gol per partita. Rimane a tutt'oggi il capocannoniere della nazionale italiana: il 21 gennaio 2012 superò Meazza anche nel record di permanenza solitaria da capocannoniere azzurro (38 anni, 3 mesi, 23 giorni).

### Dirigente

#### Cagliari
Terminata definitivamente la carriera agonistica, già dalla stagione 1977-78 entrò nello staff dei rossoblù, allora al secondo anno di Serie B, in aiuto dell'allora allenatore Mario Tiddia, che aveva rilevato a metà campionato l'esonerato Lauro Toneatto. Per tale mansione Riva ricevette solo un rimborso spese dalla società. Subentrato con il Cagliari al terzultimo posto in classifica, la squadra terminò la stagione al quarto posto, ponendo le basi per il ritorno in massima serie la stagione successiva. Qui emersero anche le sue doti manageriali: la promozione fu possibile infatti grazie alla sua opera di convincimento della dirigenza, presieduta da Mariano Delogu, al mantenimento dei migliori elementi della rosa, nonostante le precarie condizioni economiche della società dovute al disimpegno della SIR - Società Italiana Resine di Angelo Rovelli, azienda chimica con interessi industriali in Sardegna, con l'obiettivo di riportare il pubblico allo stadio Sant'Elia e ripianare le perdite con gli incassi.
Dal 1979, pur avendo conseguito il patentino da allenatore, diventò a tutti gli effetti dirigente della società, con il ruolo di addetto alla prima squadra, facendo in pratica da trait d'union fra spogliatoio e vertici societari. Mantenne questo ruolo anche nei primi campionati degli anni 80, caratterizzati dalle ottime stagioni ancora con Tiddia in panchina, su tutti il sesto posto nell'edizione 1980-81. Dalla stagione successiva la società passò in mano ad Alvaro Amarugi: Riva non ebbe quasi mai un buon rapporto con l'imprenditore toscano, tanto da arrivare a dimettersi nel maggio del 1983, lasciando anche il consiglio di amministrazione, dopo la retrocessione in B, salvo essere richiamato pochi mesi dopo, a novembre, dopo un avvio non esaltante in serie cadetta, a ricoprire sempre il ruolo di responsabile unico del settore tecnico-sportivo; mantenne tale ruolo anche durante il successivo biennio presieduto da Fausto Moi.

Riva (a destra) in veste di dirigente del Cagliari, in compagnia dell'allenatore Mario Tiddia, sulla panchina dei rossoblù per diverse stagioni tra gli anni 70 e 80

A seguito delle dimissioni di Moi, con la società sempre più in balia di problemi finanziari, nel dicembre 1985 fu proprio Riva ad assumere la carica di presidente. Da numero uno rossoblù traghettò il club a una salvezza in B e rimase in carica nella prima parte della tormentata stagione 1986-87, culminata con la retrocessione in Serie C dopo 25 anni, ma contemporaneamente anche con il raggiungimento delle semifinali in Coppa Italia contro il Napoli di Diego Armando Maradona; proprio l'incasso della partita di andata coi partenopei, futuri campioni d'Italia, contribuì a evitare il fallimento del club. Pochi mesi prima, nell'assemblea dei soci del dicembre 1986, si era dimesso da presidente, lasciando la carica al professor Lucio Cordeddu e salutando il Cagliari dopo 24 anni tra giocatore e dirigente.
Il 18 dicembre 2019 è stato nominato presidente onorario del Cagliari dal patron rossoblù Tommaso Giulini.

#### Nazionale italiana

Riva (a sinistra) team manager della nazionale italiana nei primi anni 90, a colloquio con Roberto Baggio

Nel novembre 1987 l'allora neopresidente della Federazione Italiana Giuoco Calcio, Antonio Matarrese, lo assunse come dirigente di raccordo tra la nazionale italiana e la Federazione. Dal 1990 diventò dirigente accompagnatore della nazionale maggiore e poi team manager della stessa, ruoli che ha ricoperto fino al maggio 2013, abbandonati poi per il progressivo avanzare dell'età. Con gli Azzurri ha partecipato a sei mondiali, tra cui quello vittorioso di Germania 2006 e quello di Stati Uniti 1994 perso in finale, e a cinque europei, tra cui i due di Belgio-Paesi Bassi 2000 e Polonia-Ucraina 2012, persi in finale.
A seguito dello scandalo di Calciopoli che azzerò i vertici federali e portò il Comitato olimpico nazionale italiano a nominare Luca Pancalli commissario straordinario della Federcalcio, il 21 settembre 2006 Riva venne nominato vicecommissario con la delega per il settore squadre nazionali e vi rimase fino alla nomina di Giancarlo Abete a nuovo presidente nell'aprile 2007.

### Dopo il ritiro
Abbandonato il calcio giocato, Riva ha continuato a vivere a Cagliari. Nell'ottobre del 1976, quand'era ancora inquadrato ufficialmente come un giocatore della rosa rossoblù, fondò il "Centro Sportivo Gigi Riva", la prima scuola calcio in Sardegna, in campi attigui alle saline di Molentargius. Da tale vivaio, ancora oggi attivo, negli anni 2000 uscì tra gli altri Nicolò Barella.
In occasione del campionato del mondo 1978 in Argentina commentò come seconda voce, affiancando il radiocronista Enrico Ameri, le partite della nazionale italiana trasmesse da Radio Rai.

#### Controversie
Il 9 aprile 2013 venne iscritto nel registro degli indagati per falso ideologico: recatosi in visita in carcere al presidente del Cagliari, Massimo Cellino, accompagnato dal parlamentare de Il Popolo della Libertà Mauro Pili, avrebbe affermato di essere il portaborse di quest'ultimo per poter entrare senza problemi; furono indagati lo stesso Pili e l'editore de L'Unione Sarda, Sergio Zuncheddu. Riva addossò le colpe al deputato, il quale, prima di entrare in carcere, gli avrebbe fatto firmare un foglio dove sarebbe risultato essere il suo portaborse. In seguito venne prosciolto da ogni addebito relativo alla vicenda.

## Nella cultura di massa

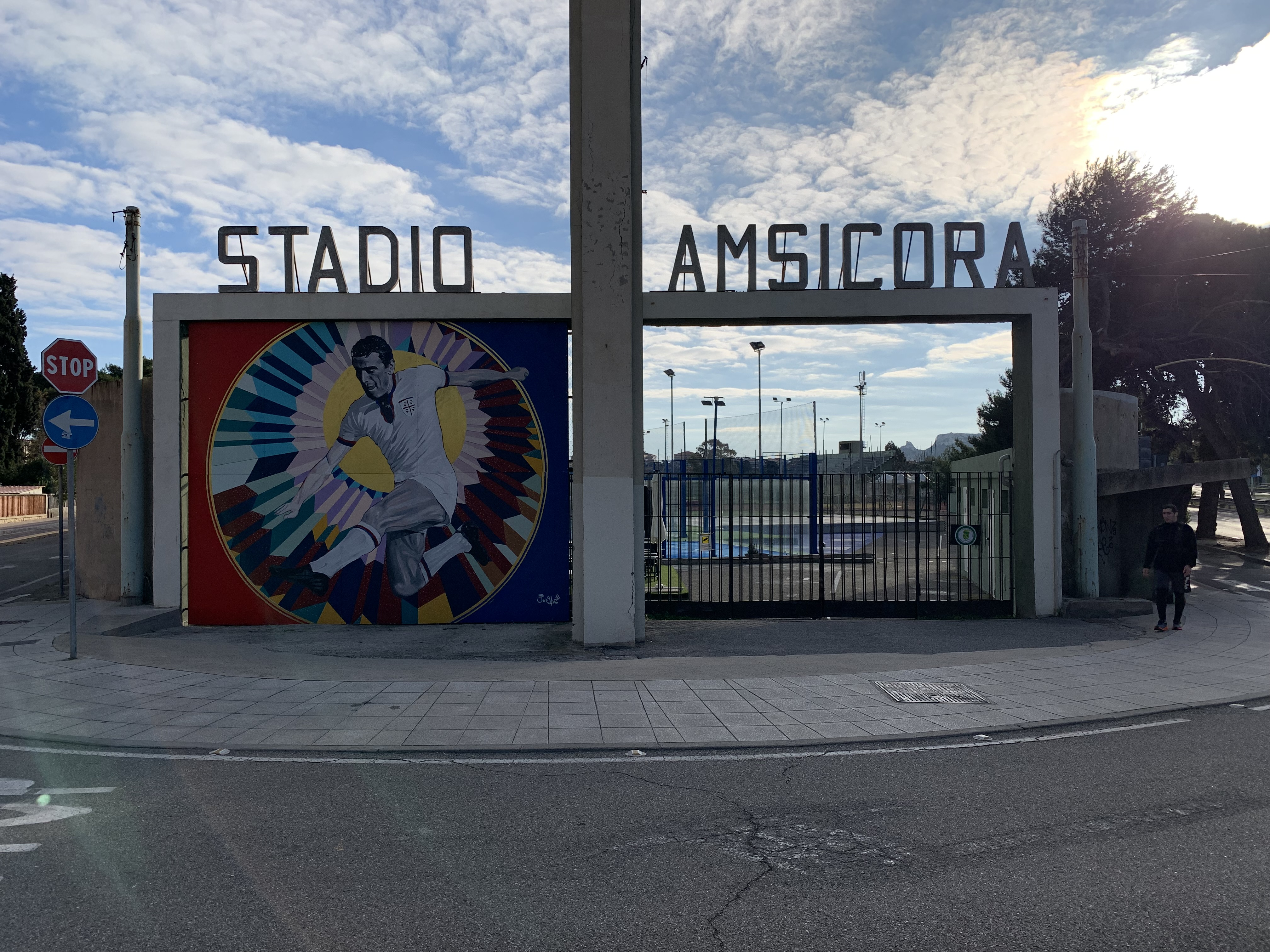
Murale dedicato a Riva all'esterno dello stadio Amsicora di Cagliari

Il calciatore è citato in diversi brani musicali: il primo è stato il cantante ollastrino Serafino Murru con il cantu a chiterra Alé Riva, basato sulla canzone Lo scudetto in Sardegna, già inno del Cagliari. Il cantautore nuorese Piero Marras gli ha dedicato il brano Quando Gigi Riva tornerà, mentre Raffaella Carrà intonò Forza Gigi Riva a Canzonissima 1970.
Lo scrittore Giulio Angioni, ricordando la fama mondiale della grande ala sinistra, racconta come, in un paese esotico e lontano, registrandosi in un albergo, il concierge non riusciva a decifrare sul passaporto la parola "Cagliari", finché non fa il collegamento: "Ah, Cag-liari, Gigi Riva!".
Gli è stato dedicato il film documentario Nel nostro cielo un rombo di tuono, diretto da Riccardo Milani e uscito nel 2022.

## Riconoscimenti
- Il Cagliari lo ha inserito nella sua Hall of fame.[82]
- È inserito nella Top 11 Rossoblù - I più forti di sempre, la formazione votata dai tifosi comprendente i migliori giocatori cagliaritani di sempre.[83]
- Il 5 gennaio 2005, per iniziativa del presidente Massimo Cellino, il Cagliari annuncia il ritiro della maglia numero undici in suo onore, con la consegna ufficiale avvenuta il successivo 9 febbraio, in una cerimonia prima del calcio d'inizio dell'amichevole giocata allo stadio Sant'Elia tra l'Italia e la Russia.[84][85]
- Nel maggio 2015, una targa a lui dedicata è stata inserita nella Walk of Fame dello sport italiano a Roma, riservata agli ex atleti italiani maggiormente distintisi in campo internazionale.[86][87]
- Nel maggio 2022 la compagnia aerea ITA Airways gli ha dedicato, così come avvenuto per altri grandi sportivi italiani del XX secolo, il nome di un aereo di linea in servizio dall'aeroporto di Cagliari-Elmas.[88]
- Nel marzo 2023 viene ufficializzata la prossima intitolazione a Riva del nuovo stadio del Cagliari, in fase di realizzazione.[89]

## Statistiche
Globalmente Gigi Riva, tra club e nazionale maggiore, ha segnato 249 gol in 443 partite, alla media di 0,58 reti a partita.

### Presenze e reti nei club
| Stagione        | Squadra         | Campionato      | Campionato | Campionato | Coppe nazionali | Coppe nazionali | Coppe nazionali | Coppe continentali | Coppe continentali | Coppe continentali | Altre coppe | Altre coppe | Altre coppe | Totale | Totale |
| Stagione        | Squadra         | Comp            | Pres       | Reti       | Comp            | Pres            | Reti            | Comp               | Pres               | Reti               | Comp        | Pres        | Reti        | Pres   | Reti   |
| --------------- | --------------- | --------------- | ---------- | ---------- | --------------- | --------------- | --------------- | ------------------ | ------------------ | ------------------ | ----------- | ----------- | ----------- | ------ | ------ |
| 1962-1963       | Legnano         | C               | 23         | 6          | -               | -               | -               | -                  | -                  | -                  | -           | -           | -           | 23     | 6      |
| 1963-1964       | Cagliari        | B               | 26         | 8          | CI              | 2               | 0               | -                  | -                  | -                  | -           | -           | -           | 28     | 8      |
| 1964-1965       | Cagliari        | A               | 32         | 9          | CI              | 3               | 3               | -                  | -                  | -                  | -           | -           | -           | 35     | 12     |
| 1965-1966       | Cagliari        | A               | 34         | 11         | CI              | 2               | 0               | -                  | -                  | -                  | -           | -           | -           | 36     | 11     |
| 1966-1967       | Cagliari        | A               | 23         | 18         | CI              | 1               | 0               | -                  | -                  | -                  | CM          | 1           | 1           | 25     | 19     |
| 1967-1968       | Cagliari        | A               | 26         | 13         | CI              | 1               | 0               | -                  | -                  | -                  | CM+CdA      | 4+0         | 3+0         | 31     | 16     |
| 1968-1969       | Cagliari        | A               | 29         | 20         | CI              | 10              | 8               | -                  | -                  | -                  | CM          | 2           | 0           | 41     | 28     |
| 1969-1970       | Cagliari        | A               | 28         | 21         | CI              | 5               | 5               | CdF                | 2                  | 1                  | -           | -           | -           | 35     | 27     |
| 1970-1971       | Cagliari        | A               | 13         | 8          | CI              | 3               | 5               | CC                 | 3                  | 3                  | CAI+TP      | 4+3         | 2+1         | 26     | 19     |
| 1971-1972       | Cagliari        | A               | 30         | 21         | CI              | 4               | 3               | -                  | -                  | -                  | CAI         | 0           | 0           | 34     | 24     |
| 1972-1973       | Cagliari        | A               | 26         | 12         | CI              | 6               | 8               | CU                 | 1                  | 0                  | -           | -           | -           | 33     | 20     |
| 1973-1974       | Cagliari        | A               | 25         | 15         | CI              | 2               | 0               | -                  | -                  | -                  | -           | -           | -           | 27     | 15     |
| 1974-1975       | Cagliari        | A               | 8          | 2          | CI              | 2               | 1               | -                  | -                  | -                  | -           | -           | -           | 10     | 3      |
| 1975-1976       | Cagliari        | A               | 15         | 6          | CI              | 2               | 0               | -                  | -                  | -                  | -           | -           | -           | 17     | 6      |
| 1976-1977       | Cagliari        | B               | 0          | 0          | CI              | 0               | 0               | -                  | -                  | -                  | -           | -           | -           | 0      | 0      |
| Totale Cagliari | Totale Cagliari | Totale Cagliari | 315        | 164        |                 | 43              | 33              |                    | 6                  | 4                  |             | 14          | 7           | 378    | 208    |
| Totale carriera | Totale carriera | Totale carriera | 338        | 170        |                 | 43              | 33              |                    | 6                  | 4                  |             | 14          | 7           | 401    | 214    |

### Cronologia presenze e reti in nazionale
| Cronologia completa delle presenze e delle reti in nazionale ― Italia | Cronologia completa delle presenze e delle reti in nazionale ― Italia | Cronologia completa delle presenze e delle reti in nazionale ― Italia | Cronologia completa delle presenze e delle reti in nazionale ― Italia | Cronologia completa delle presenze e delle reti in nazionale ― Italia | Cronologia completa delle presenze e delle reti in nazionale ― Italia | Cronologia completa delle presenze e delle reti in nazionale ― Italia | Cronologia completa delle presenze e delle reti in nazionale ― Italia |
| Data                                                                  | Città                                                                 | In casa                                                               | Risultato                                                             | Ospiti                                                                | Competizione                                                          | Reti                                                                  | Note                                                                  |
| --------------------------------------------------------------------- | --------------------------------------------------------------------- | --------------------------------------------------------------------- | --------------------------------------------------------------------- | --------------------------------------------------------------------- | --------------------------------------------------------------------- | --------------------------------------------------------------------- | --------------------------------------------------------------------- |
| 27-6-1965                                                             | Budapest                                                              | Ungheria                                                              | 2 – 1                                                                 | Italia                                                                | Amichevole                                                            | -                                                                     | 8’                                                                    |
| 19-3-1966                                                             | Parigi                                                                | Francia                                                               | 0 – 0                                                                 | Italia                                                                | Amichevole                                                            | -                                                                     |                                                                       |
| 27-3-1967                                                             | Roma                                                                  | Italia                                                                | 1 – 1                                                                 | Portogallo                                                            | Amichevole                                                            | -                                                                     | 59’                                                                   |
| 1-11-1967                                                             | Cosenza                                                               | Italia                                                                | 5 – 0                                                                 | Cipro                                                                 | Qual. Euro 1968                                                       | 3                                                                     |                                                                       |
| 18-11-1967                                                            | Berna                                                                 | Svizzera                                                              | 2 – 2                                                                 | Italia                                                                | Qual. Euro 1968                                                       | 2                                                                     |                                                                       |
| 23-12-1967                                                            | Cagliari                                                              | Italia                                                                | 4 – 0                                                                 | Svizzera                                                              | Qual. Euro 1968                                                       | 1                                                                     |                                                                       |
| 10-6-1968                                                             | Roma                                                                  | Italia                                                                | 2 – 0                                                                 | Jugoslavia                                                            | Euro 1968 - Finale                                                    | 1                                                                     | [ 90 ]                                                                |
| 23-10-1968                                                            | Cardiff                                                               | Galles                                                                | 0 – 1                                                                 | Italia                                                                | Qual. Mondiali 1970                                                   | 1                                                                     |                                                                       |
| 1-1-1969                                                              | Città del Messico                                                     | Messico                                                               | 2 – 3                                                                 | Italia                                                                | Amichevole                                                            | 2                                                                     |                                                                       |
| 5-1-1969                                                              | Città del Messico                                                     | Messico                                                               | 1 – 1                                                                 | Italia                                                                | Amichevole                                                            | -                                                                     |                                                                       |
| 29-3-1969                                                             | Berlino Est                                                           | Germania Est                                                          | 2 – 2                                                                 | Italia                                                                | Qual. Mondiali 1970                                                   | 2                                                                     |                                                                       |
| 24-5-1969                                                             | Torino                                                                | Italia                                                                | 0 – 0                                                                 | Bulgaria                                                              | Amichevole                                                            | -                                                                     |                                                                       |
| 4-11-1969                                                             | Roma                                                                  | Italia                                                                | 4 – 1                                                                 | Galles                                                                | Qual. Mondiali 1970                                                   | 3                                                                     |                                                                       |
| 22-11-1969                                                            | Napoli                                                                | Italia                                                                | 3 – 0                                                                 | Germania Est                                                          | Qual. Mondiali 1970                                                   | 1                                                                     |                                                                       |
| 21-2-1970                                                             | Madrid                                                                | Spagna                                                                | 2 – 2                                                                 | Italia                                                                | Amichevole                                                            | 1                                                                     |                                                                       |
| 10-5-1970                                                             | Lisbona                                                               | Portogallo                                                            | 1 – 2                                                                 | Italia                                                                | Amichevole                                                            | 2                                                                     |                                                                       |
| 3-6-1970                                                              | Toluca                                                                | Italia                                                                | 1 – 0                                                                 | Svezia                                                                | Mondiali 1970 - 1º turno                                              | -                                                                     |                                                                       |
| 6-6-1970                                                              | Puebla                                                                | Italia                                                                | 0 – 0                                                                 | Uruguay                                                               | Mondiali 1970 - 1º turno                                              | -                                                                     |                                                                       |
| 11-6-1970                                                             | Toluca                                                                | Italia                                                                | 0 – 0                                                                 | Israele                                                               | Mondiali 1970 - 1º turno                                              | -                                                                     |                                                                       |
| 14-6-1970                                                             | Toluca                                                                | Italia                                                                | 4 – 1                                                                 | Messico                                                               | Mondiali 1970 - Quarti di finale                                      | 2                                                                     |                                                                       |
| 17-6-1970                                                             | Città del Messico                                                     | Italia                                                                | 4 – 3 dts                                                             | Germania Ovest                                                        | Mondiali 1970 - Semifinale                                            | 1                                                                     |                                                                       |
| 21-6-1970                                                             | Città del Messico                                                     | Brasile                                                               | 4 – 1                                                                 | Italia                                                                | Mondiali 1970 - Finale                                                | -                                                                     | [ 91 ]                                                                |
| 17-10-1970                                                            | Berna                                                                 | Svizzera                                                              | 1 – 1                                                                 | Italia                                                                | Amichevole                                                            | -                                                                     |                                                                       |
| 31-10-1970                                                            | Vienna                                                                | Austria                                                               | 1 – 2                                                                 | Italia                                                                | Qual. Euro 1972                                                       | -                                                                     | 76’                                                                   |
| 25-9-1971                                                             | Genova                                                                | Italia                                                                | 2 – 0                                                                 | Messico                                                               | Amichevole                                                            | -                                                                     |                                                                       |
| 9-10-1971                                                             | Milano                                                                | Italia                                                                | 3 – 0                                                                 | Svezia                                                                | Qual. Euro 1972                                                       | 2                                                                     |                                                                       |
| 20-11-1971                                                            | Roma                                                                  | Italia                                                                | 2 – 2                                                                 | Austria                                                               | Qual. Euro 1972                                                       | -                                                                     |                                                                       |
| 4-3-1972                                                              | Atene                                                                 | Grecia                                                                | 2 – 1                                                                 | Italia                                                                | Amichevole                                                            | -                                                                     |                                                                       |
| 29-4-1972                                                             | Milano                                                                | Italia                                                                | 0 – 0                                                                 | Belgio                                                                | Qual. Euro 1972                                                       | -                                                                     |                                                                       |
| 13-5-1972                                                             | Bruxelles                                                             | Belgio                                                                | 2 – 1                                                                 | Italia                                                                | Qual. Euro 1972                                                       | 1                                                                     |                                                                       |
| 20-9-1972                                                             | Torino                                                                | Italia                                                                | 3 – 1                                                                 | Jugoslavia                                                            | Amichevole                                                            | 1                                                                     |                                                                       |
| 7-10-1972                                                             | Lussemburgo                                                           | Lussemburgo                                                           | 0 – 4                                                                 | Italia                                                                | Qual. Mondiali 1974                                                   | 2                                                                     |                                                                       |
| 21-10-1972                                                            | Berna                                                                 | Svizzera                                                              | 0 – 0                                                                 | Italia                                                                | Qual. Mondiali 1974                                                   | -                                                                     |                                                                       |
| 13-1-1973                                                             | Napoli                                                                | Italia                                                                | 0 – 0                                                                 | Turchia                                                               | Qual. Mondiali 1974                                                   | -                                                                     |                                                                       |
| 25-2-1973                                                             | Istanbul                                                              | Turchia                                                               | 0 – 1                                                                 | Italia                                                                | Qual. Mondiali 1974                                                   | -                                                                     |                                                                       |
| 31-3-1973                                                             | Genova                                                                | Italia                                                                | 5 – 0                                                                 | Lussemburgo                                                           | Qual. Mondiali 1974                                                   | 4                                                                     |                                                                       |
| 9-6-1973                                                              | Roma                                                                  | Italia                                                                | 2 – 0                                                                 | Brasile                                                               | Amichevole                                                            | 1                                                                     | 45’                                                                   |
| 29-9-1973                                                             | Milano                                                                | Italia                                                                | 2 – 0                                                                 | Svezia                                                                | Amichevole                                                            | 1                                                                     |                                                                       |
| 20-10-1973                                                            | Roma                                                                  | Italia                                                                | 2 – 0                                                                 | Svizzera                                                              | Qual. Mondiali 1974                                                   | 1                                                                     |                                                                       |
| 14-11-1973                                                            | Londra                                                                | Inghilterra                                                           | 0 – 1                                                                 | Italia                                                                | Amichevole                                                            | -                                                                     |                                                                       |
| 15-6-1974                                                             | Monaco                                                                | Italia                                                                | 3 – 1                                                                 | Haiti                                                                 | Mondiali 1974 - 1º turno                                              | -                                                                     |                                                                       |
| 19-6-1974                                                             | Stoccarda                                                             | Italia                                                                | 1 – 1                                                                 | Argentina                                                             | Mondiali 1974 - 1º turno                                              | -                                                                     |                                                                       |
| Totale                                                                |                                                                       | Presenze                                                              | 42                                                                    |                                                                       | Reti (1º posto)                                                       | 35                                                                    |                                                                       |

### Record
- Miglior marcatore nella storia della nazionale italiana: 35 gol in 42 presenze.[92]
- Miglior marcatore assoluto nella storia del Cagliari: 208 gol in 378 presenze.
- Miglior marcatore in Serie A nella storia del Cagliari: 156 gol in 289 presenze.[48]
- Miglior marcatore in Europa nella storia del Cagliari: 4 gol in 6 presenze (a pari merito con Luís Oliveira).[93]
- Uno dei sei giocatori ad aver realizzato una quaterna con la maglia della nazionale italiana.[94]
- Uno dei cinque giocatori (insieme a Giuseppe Meazza, Roberto Boninsegna, Diego Armando Maradona e Giuseppe Signori) ad aver vinto nella stessa stagione la classifica marcatori sia in Campionato che in Coppa Italia (nel 1968-1969).
- Con Nenè unico giocatore del Cagliari ad aver giocato le prime 12 stagioni consecutive tutte in serie A della squadra sarda.

## Palmarès

Riva viene ricevuto dal presidente della Repubblica, Giuseppe Saragat, dopo la vittoria italiana a Euro 1968; accanto a lui, i compagni di nazionale Rivera, Prati e Anastasi

### Club
- Campionato italiano: 1

Cagliari: 1969-1970

### Nazionale
- Campionato d'Europa: 1

Italia 1968

### Individuale
- Capocannoniere della Serie A: 3

1966-1967 (18 gol), 1968-1969 (20 gol), 1969-1970 (21 gol)
- Capocannoniere della Coppa Italia: 3 (record condiviso con Giuseppe Savoldi)

1964-1965 (3 gol), 1968-1969 (9 gol), 1972-1973 (8 gol)
- Inserito nelle "Leggende del calcio" del Golden Foot (2005)
- Inserito nella Hall of Fame del calcio italiano nella categoria Veterano italiano (2011)
- Globe Soccer Awards: 1

Premio alla carriera speciale: 2024 (postumo)

## Onorificenze

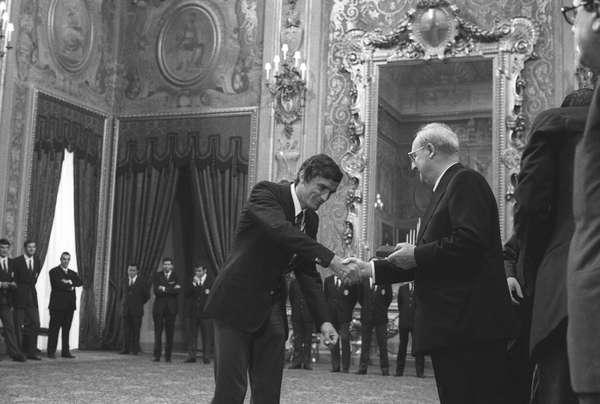
Riva, al palazzo del Quirinale, riceve dal presidente Saragat l'Ordine al merito della Repubblica italiana al ritorno dal

## Opere
- Mi chiamavano Rombo di tuono, con Gigi Garanzini, Milano, Rizzoli, 2022, ISBN 978-88-17-17345-2.